# الک سیتی (اکلاهما)
الک سیتی(به انگلیسی: Elk City) شهری در ایالت اکلاهما کشور ایالات متحده آمریکا است که جمعیت آن در سرشماری سال ۲۰۱۰ میلادی، ۱۱٬۶۹۳ نفر بوده‌است.